# Lưỡi
Lưỡi là cơ quan vị giác nằm trong khoang miệng của động vật có xương sống. Ở động vật có vú, lưỡi là khối cơ vân chắc, phủ ngoài bằng lớp biểu bì phân lớp, phía dưới là lớp mô liên kết. Mặt trên lưỡi có nhiều nhú cảm giác (chồi cảm giác), nhú chứa các cơ quan hoá học nhạy cảm với chất hoá học có trong dung dịch. Trên lưỡi chia thành một số vùng tương ứng với khả năng cảm giác, vị giác khác nhau.
Ở đa số động vật, lưỡi gắn với phía sau khoang miệng và thò ra phía trước, cử động được. Ở cá, lưỡi là một nếp gấp của mô để hỗ trợ cho động tác nuốt. Một số loài lưỡng cư như ếch, cóc, lưỡi gắn ở phía trước khoang miệng, đầu có chia nhánh và có thể phóng ra để bắt côn trùng.

## Giải phẫu học ở người

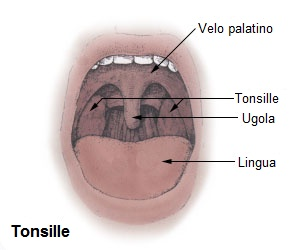
Khoang miệng chứa lưỡi

Lưỡi có hình dáng khá giống một hình tam giác - rộng ở đáy, thuôn dài ra và nhọn ở đỉnh, đáy hoặc rễ của nó gắn chặt với hàm dưới và vào xương móng của xương sọ. Các mép rễ lưỡi được nối vào các thành của hầu, một khoang hình thành phía sau miệng.
Phần giữa của lưỡi có bề mặt trên cong, trong khi đó mặt dưới của nó nối liền với sàn miệng bằng một dải mô mỏng - cái hãm lưỡi. Đầu lưỡi tự do chuyển động nhưng khi một người không ăn hoặc nói chuyện thì nó thường nằm gọn trong miệng với đầu lưỡi đặt tựa vào răng phía trước. Các động tác của lưỡi được quyết định bởi các cơ mà nó được hình thành và đối với cơ mà nó nối và theo cách lưỡi được gắn vào trong miệng.
Bản thân lưỡi có các sợi cơ vừa chạy theo chiều dọc vừa theo chiều ngang và các cơ này có khả năng tạo ra chuyển động nào đó, nhưng các hoạt động của lưỡi được coi là rất linh hoạt do sự co bóp của nhiều cơ có vị trí trong cổ và các bên hàm. Ví dụ: Cơ trâm thiệt trong cổ, có nhiệm vụ đưa lưỡi lên trên và về phía sau; hay cơ móng lưỡi, cũng nằm ở cổ, đưa lưỡi hạ xuống và vào lại vị trí nghỉ bình thường.
Trong khi đang ăn, một trong những công việc chính của lưỡi là đưa thức ăn đến răng để nhai và nặn thức ăn đã mềm thành viên tròn sẵn sàng để nuốt. Các động tác này được thực hiện bằng hàng loạt chuyển động cong lên cong xuống. Khi nhiệm vụ vừa hoàn thành (hoặc ngay khi người ăn nuốt thức ăn) lưỡi đẩy viên thức ăn vào hầu ở phía sau miệng, từ đó thức ăn đi vào thực quản và vào bao tử.

## Lưỡi và tình trạng sức khỏe
Ở người, một số bệnh được thể hiện qua lưỡi như lưỡi đỏ, bóng trong bệnh thương hàn; lưỡi trắng, bự trong bệnh tiêu hoá; lưỡi nhẵn chứa các nhú vị giác trong bệnh thiếu máu Biecme (bệnh gọi theo tên của thầy thuốc người Đức A. Biecme); lưỡi đỏ, phù nề trong dị ứng thuốc. Trong Đông Y, khám lưỡi là một thành phần của vọng chẩn (nhìn); biểu thị một số tình trạng bệnh lý của phủ tạng, biến hoá của bệnh tật.

## Vị giác
Lưỡi nằm bên trong miệng và là một phần cơ quan trọng của cơ thể. Mặt trên của lưỡi có những hạt sần nhám, những hạt này gọi là gai lưỡi. Gai lưỡi gồm những hạt "núm" vị giác. Cuống lưỡi có những thớ tế bào giống như sợi tóc. Ở chóp lưỡi có những thớ tế bào thần kinh. Những thớ này nối với dây thần kinh vị giác.
Theo quan niệm cổ phương đông, ngoài 04 vị chính: "" đắng, chua, mặn, ngọt" có cay, tạo thành "ngũ vị". Thực ra, cay không phải là một vị. Cảm giác cay xộc lên tận mũi, khiến ta hắt hơi và giàn giụa nước mắt khi ngửi một quả ớt là do chất capsaicin gây nên. Cảm giác cay do mũi ngửi thấy nhiều hơn là nếm bằng lưỡi. Chát cũng không phải là vị. Đó chỉ là cảm giác khi bị săn niêm mạc và se nước bọt ở lưỡi.
Một chất phải hoà tan trong nước, lưỡi ta mới biết nó có vị gì. Lưỡi người nhạy cảm nhất với vị đắng. Khi nếm thuốc ký ninh loãng 1/1.000.000, lưỡi bắt đầu thấy vị đắng. Nhưng với vị chua, nồng độ phải tới 1/800.000 lưỡi mới nhận ra. Với vị mặn, ngưỡng nếm là 1/900. Lưỡi kém nhận biết nhất với vị ngọt, phải pha nước đường đặc 1/100 lưỡi mới cảm nhận được.
Tất cả các vị khác là sự kết hợp của các vị được kể ở trên. Bốn vị chính này được cảm nhận theo tất cả các phần của lưỡi. Các vị khác nhau được cảm nhận ở các vùng khác nhau đã được chứng minh là sai. Đó chính là một trong 15 điều sai lầm lớn nhất của con người thời hiện đại.
Vị của thức ăn chỉ được cảm nhận khi nó ở dạng lỏng. Khi ta nhai, một phần thức ăn trộn vào trong nước bọt làm kích hoạt những gai vị giác, các thớ tế bào thần kinh truyền tín hiệu vị giác tới trung tâm vị giác trong não bộ. Ngoài lưỡi ra, mũi của chúng ta cũng có thể ngửi được mùi thức ăn. Ngửi là một phần của vị giác.
Khi chất lỏng được đưa vào miệng, thì lưỡi nếm thông qua các "dây thần kinh mùi vị". Tín hiệu mùi vị này được truyền lên não và ta cảm nhận được vị của thức ăn này. Chúng ta không cảm nhận được mùi vị một cách chính xác khi bị cảm, sốt hoặc bị táo bón (chứng khó tiêu hoá). Bởi vì những hạt gai vị giác lúc đó bị phủ bởi những chất đục và không được kích hoạt lên. Nhiệt độ của cơ thể hoặc thậm chí độ nóng của thức ăn cũng không kích hoạt những hạt gai vị giác.
Như vậy, khi đau yếu, chúng ta không cảm thấy muốn ăn. Số lượng các hạt "gai" vị giác ở trên lưỡi của một người trưởng thành có khoảng chừng 5000 hạt, lưỡi của trẻ con thì ít hơn rất nhiều. Khi chúng ta già đi, những hạt này sẽ mất đi khả năng của chúng và số lượng các hạt này sẽ giảm đi. Người ở lứa tuổi 70, số lượng hạt này chỉ còn 40 hạt. Giống như tế bào da của chúng ta, nó thường xuyên được thay thế. Cứ mỗi 10 ngày, những hạt gai vị giác sẽ được thay thế.